# スターツプロシード投資法人
スターツプロシード投資法人（-とうしほうじん）は、東京都中央区に本部を置く投資法人。東証上場（J-REIT）。

## 概要
スターツコーポレーションがスポンサーで、資産運用会社はスターツコーポレーション100%出資の「スターツアセットマネジメント株式会社」である。
投資対象は、主に賃貸住宅の住宅特化型REITである。
当初の上場は東証ではなくジャスダックであった。

## 沿革
- 2005年5月2日 - 本投資法人の設立
- 2005年6月15日 - 投信法第187条に基づく登録（登録番号 関東財務局長 第37号）
- 2005年11月30日 - ジャスダック証券取引所に上場
- 2010年7月27日 - 東京証券取引所に上場
- 2010年10月1日 - ジャスダック市場から上場廃止

## ポートフォリオ
2020年10月時点ので物件数107物件、取得価格合計879億円である。地域別では首都圏主要都市が75%を占める。